# بلخير الفاروق
بلخير الفاروق (من مواليد 1948) هو جنرال عسكري مغربي، شغل منصب المفتش العام للقوات المسلحة الملكية المغربية وقائد المنطقة العسكرية الجنوبية من 2021 حتى 2023. عينه الملك محمد السادس مفتشًا عامًا في عام 2021، خلفًا لعبد الفتاح الوراق. وحل محله محمد بريظ في 22 أبريل 2023 بعد أن طلب إعفاءه من مهامه لأسباب صحية.

## حياته
ولد بلخير الفاروق في قرية قرب بلدة مير اللفت عام 1948. ينتمي إلى الشلوح. تخرج من الأكاديمية الملكية العسكرية بمكناس عام 1972 برتبة ملازم ثاني. وحصل على دبلوم في الدراسات الدفاعية العسكرية العليا من فرنسا.

## مهنته العسكرية
وكان الفاروق قد شغل عدة مناصب ذات مسئولية عسكرية أبرزها في كتيبة المشاة الثالثة عشرة، وفوج المشاة الميكانيكي الرابع والسادس، ولواء المشاة الآلي العاشر، ولواء المشاة الميكانيكي السابع، والفوج الأول للتزحلق على الجليد، وسرية القيادة الثالثة، وأفواج المقر العام، والدعم الميداني. وفي عام 2006 عُين رئيساً للمكتب الثالث لهيئة الأركان العامة للقوات المسلحة الملكية. وعينه الملك محمد السادس قائداً عاماً للمنطقة العسكرية الجنوبية عام 2017. وقاد التدخل العسكري للسيطرة على المعبر الحدودي في الكركرات، مما أدى إلى اشتباكات الصحراء الغربية 2020. وعين في منصب المفتش العام للقوات المسلحة الملكية من قبل الملك محمد السادس في 15 سبتمبر 2021، محل عبد الفتاح الوراق. وفي 22 أبريل 2023، أعفي من منصبه بناءً على طلبه، بسبب حالته الصحية، وعُين محمد بريظ خلفاً له.

## الحياة الشخصية
متزوجة ولديه ثلاثة أطفال.

## الجوائز
- وسام العرش.[9]